# Jerry Zucker

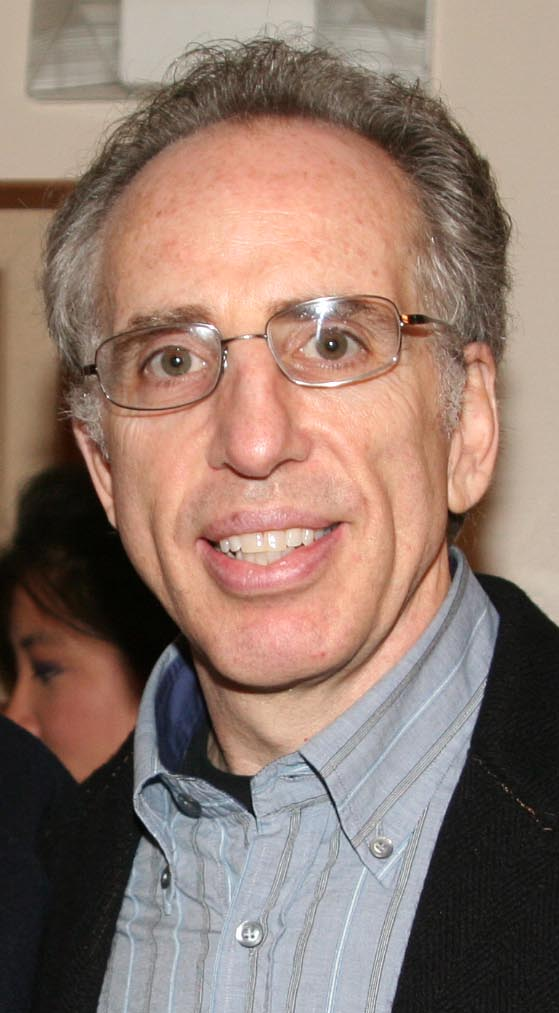
Jerry Zucker, 2006

Jerry Zucker (* 11. März 1950 in Milwaukee, Wisconsin) ist ein US-amerikanischer Drehbuchautor, Regisseur und Produzent und Bruder von David Zucker. Gemeinsam mit seinem Bruder und Jim Abrahams gehörte er zum Filmemacher-Trio ZAZ.

## Karriere
Jerry Zucker beginnt seine Karriere Ende der 1960er Jahre gemeinsam mit seinem älteren Bruder David und ihrem gemeinsamen Freund Jim Abrahams. Zusammen gründen sie Kentucky Fried Theatre, mit dem sie das Programm Vegetables auf die Bühne bringen, das aus einer Reihe von satirischen Sketchen, schlichtem Blödsinn und Attacken auf den American Way of Life besteht. Nach unerwartetem Erfolg – die Show ist monatelang ausverkauft – zieht die Truppe 1969 nach Los Angeles, wo sie ihren Siegeszug fortsetzt. 1977 kommt es zur ersten Arbeit in Hollywood, als die Zucker-Brüder und Abrahams das Drehbuch für den Film Kentucky Fried Movie (Regie: John Landis) schreiben. Die Verbundenheit der drei ging bis in ihre Kindheit zurück, sie gingen auf die gleiche Schule, besuchten später die gleiche Universität und ihre Familien besuchten die gleiche Synagoge. Ferner waren die Väter geschäftlich miteinander bekannt.
Der gemeinsame Weg der drei setzt sich mit ähnlich verrückten Filmen fort, deren typisches Merkmal die Parodie ganzer Filmgenres ist. Dabei engagieren sie für ihre Filme genau die Schauspieler, die zuvor in den ernstgemeinten filmischen Vorbildern spielten, und lassen diese sich selbst auf den Arm nehmen.
Zu ihren bekanntesten Filmen aus dieser Zeit zählen Die unglaubliche Reise in einem verrückten Flugzeug (1980), Top Secret! (1984) und Die unglaubliche Entführung der verrückten Mrs. Stone (1986). Zu dieser Zeit entstand die erfolgreiche Komödien-Trilogie Die nackte Kanone, die das Brüderpaar gemeinsam produzierte.
Nach Die nackte Kanone 33⅓ begann Zucker seine Solokarriere, zunächst als Produzent und Regisseur von Der 1. Ritter, einem Abenteuerfilm um König Arthur und die Tafelrunde mit Sean Connery in der Hauptrolle. Seine letzte Regiearbeit war Rat Race im Jahr 2001.

## Filmografie (Auswahl)
- 1977: Kentucky Fried Movie (Drehbuch)
- 1979: Rock ’n’ Roll Highschool
- 1980: Die unglaubliche Reise in einem verrückten Flugzeug (Airplane!)
- 1984: Top Secret!
- 1986: Die unglaubliche Entführung der verrückten Mrs. Stone (Regie)
- 1988: Die nackte Kanone (Produzent)
- 1990: Ghost – Nachricht von Sam (Regie)
- 1991: Die nackte Kanone 2½ (Produzent)
- 1994: Die nackte Kanone 33⅓ (Produzent)
- 1995: Der erste Ritter (Regie, Produzent)
- 1995: Dem Himmel so nah (Produzent)
- 1997: Die Hochzeit meines besten Freundes (Produzent)
- 2001: Rat Race – Der nackte Wahnsinn (Regie, Produzent)
- 2010: Fair Game – Nichts ist gefährlicher als die Wahrheit (Produzent)
- 2011: Freunde mit gewissen Vorzügen (Produzent)
- 2012: Mental (Produzent)